# Nilgiri-Berge

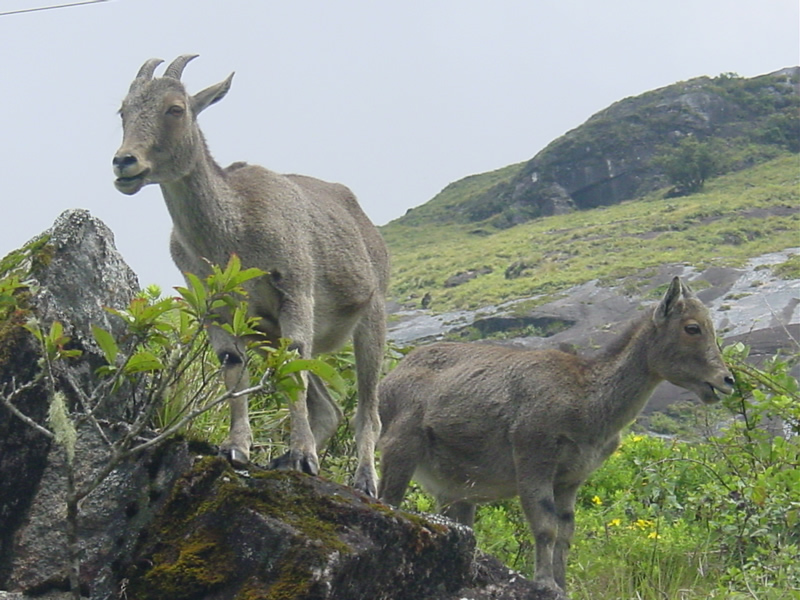
Nilgiri-Thare

Die Nilgiri-Berge oder kurz Nilgiris (Tamil நீலகிரி Nīlakiri, wörtlich: „Blaue Berge“), veraltet anglisiert Neilgherry Hills, sind ein Gebirgszug in den Bundesstaaten Tamil Nadu und Kerala im Süden Indiens. Die Briten machten während der Kolonialzeit aus einigen Orten in den Nilgiris (z. B. Ooty, Coonoor, Kotagiri) bevorzugte Hill Stations. Die Nilgiri-Berge sind von der UNESCO als Biosphärenreservat anerkannt.

## Geographie und Klima
Die Nilgiri-Berge sind ein Teil der Westghats, die am Rand des Dekkan-Plateaus verlaufen. Die höchste Erhebung in den Nilgiris ist der Doddabetta mit einer Höhe von 2637 m. Der wichtigste Ort ist das auf über 2200 m Höhe gelegene Udagamandalam (Ooty) mit rund 95.000 Einwohnern. Das Klima der mindestens 24 Gipfel über 2000 m aufweisenden Nilgiri-Berge ist durch die Höhenlage deutlich kühler als im tropischen Flachland Südindiens; Regen (1845 mm/Jahr) fällt überwiegend während der sommerlichen Monsunzeit.

## Natur
Das Landschaftsbild wird durch Bergwälder und Wiesen geprägt. Zur Fauna der Nilgiri-Berge gehört der ziegenähnliche, aber zoologisch eher zu den Schafen gehörende Nilgiri-Tahr.

## Bevölkerung
In den Nilgiri-Bergen siedeln die indigenen Stammesvölker (Adivasi) der Badaga, Kota, Irula und Toda. Die aus Zweigen und Gras gefertigten Hütten der Toda gehören zu den kulturellen Attraktionen der Nilgiri-Berge.

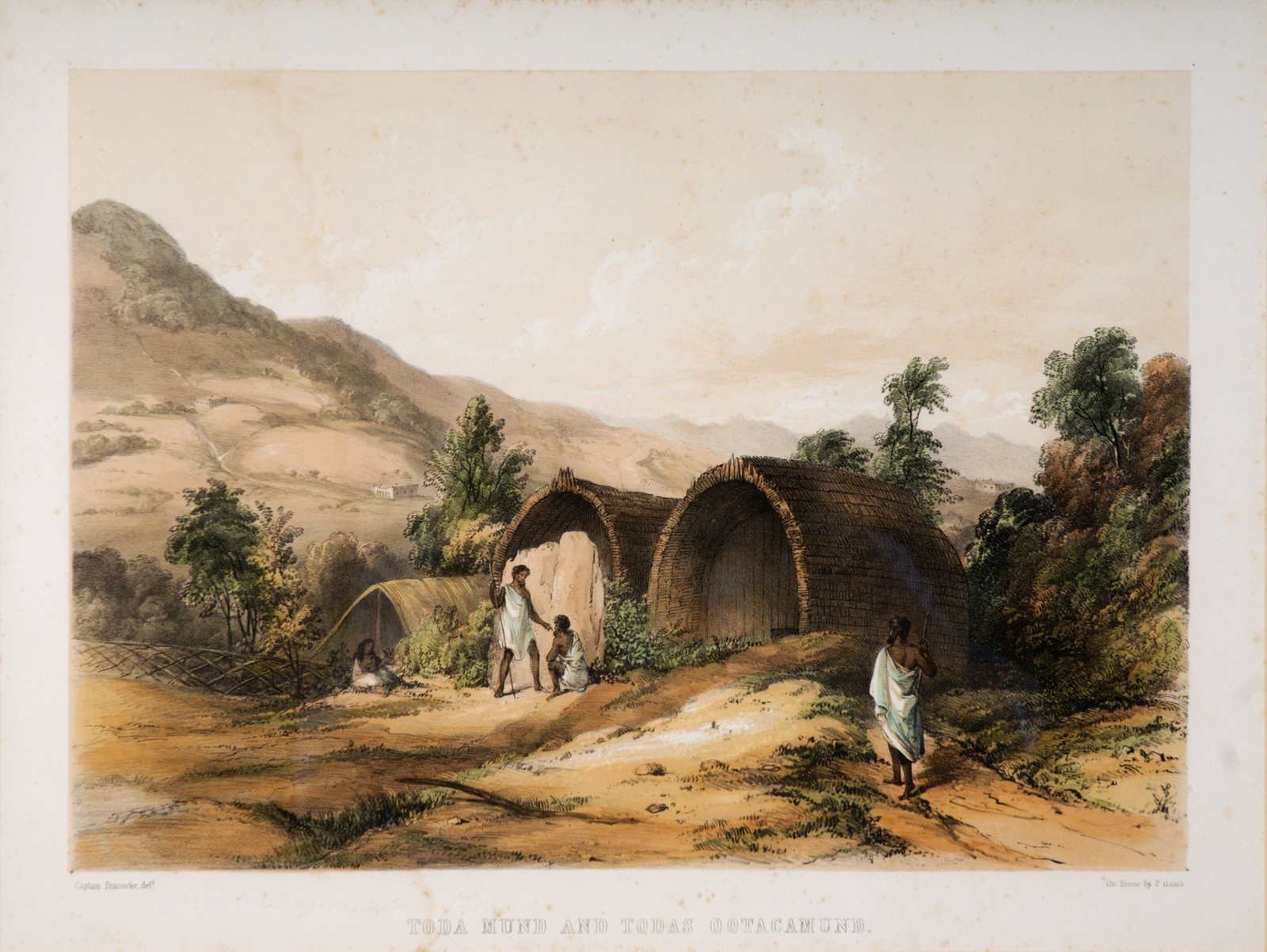
Toda-Hütten (um 1840)
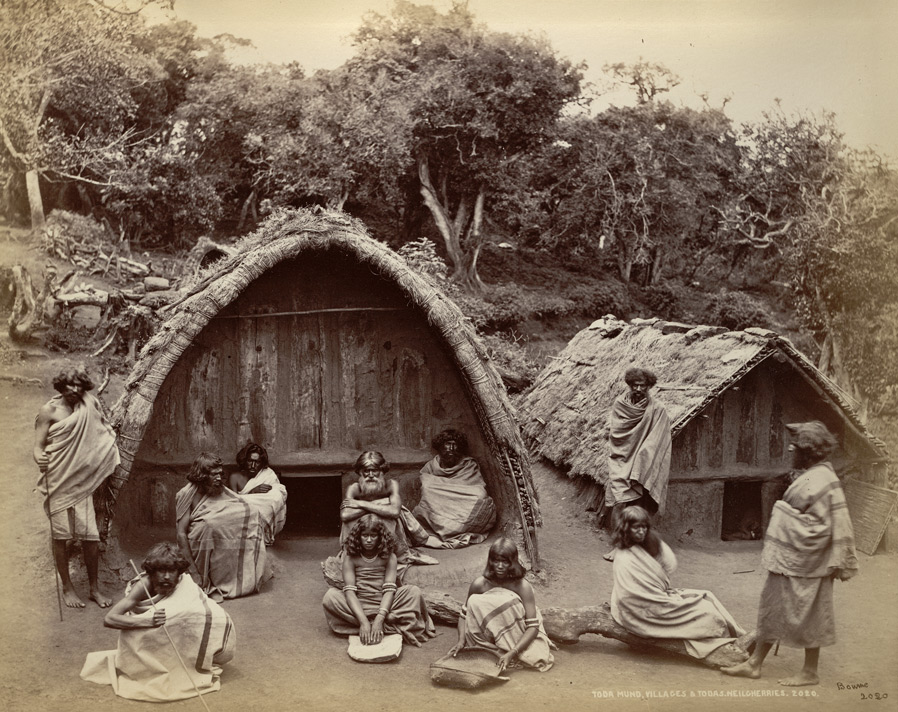
Toda-Hütten (1869)
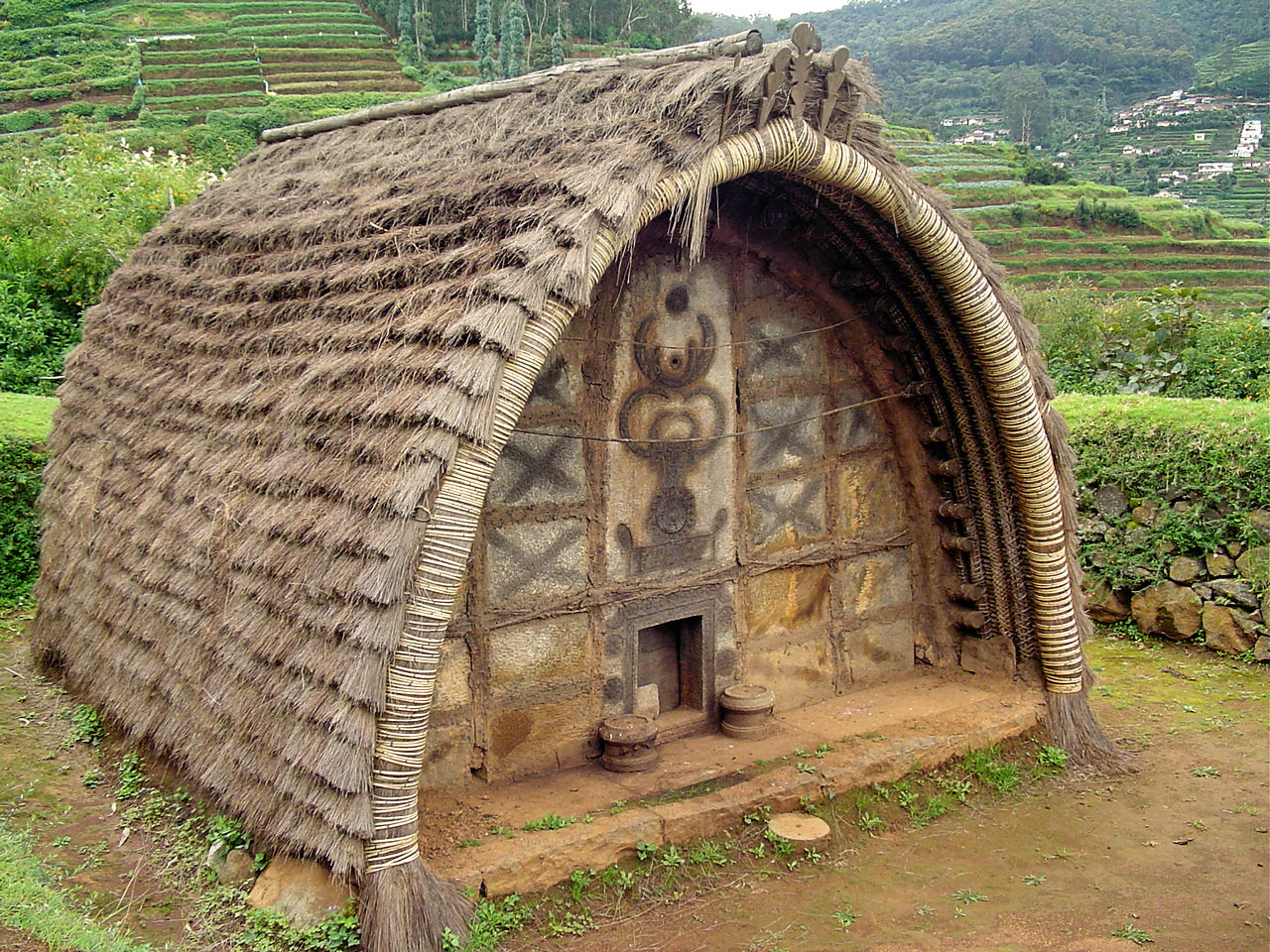
Toda-Hütte
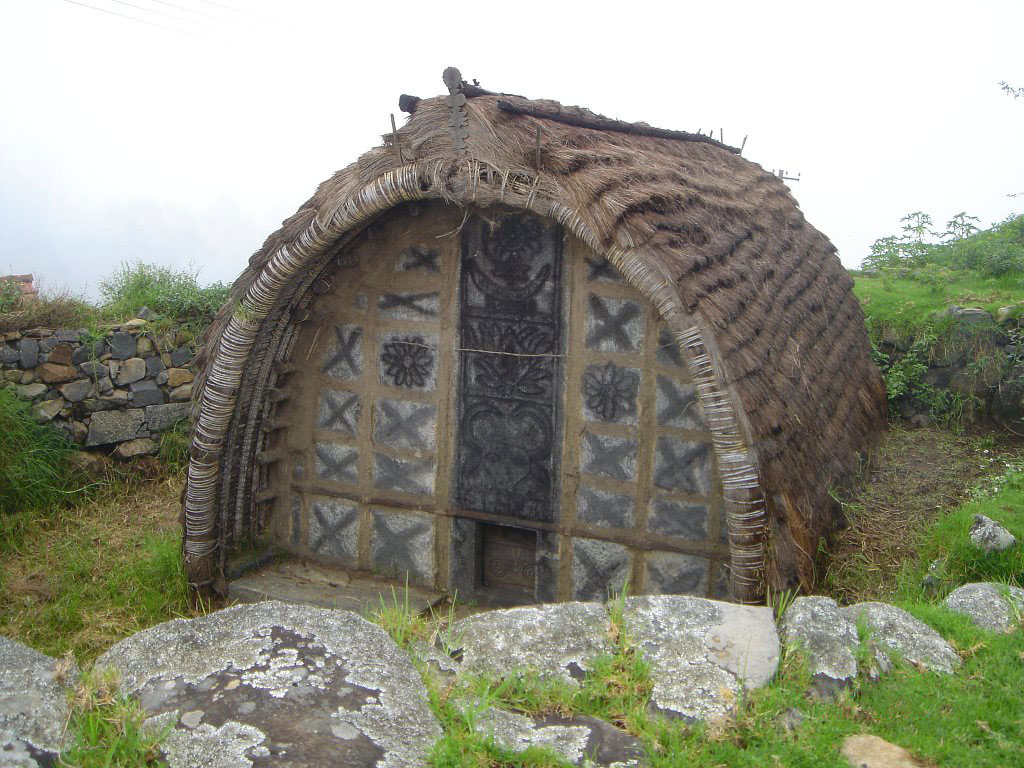
Toda-Tempel

## Wirtschaft und Tourismus
Die wichtigsten Wirtschaftsfaktoren in den Nilgiris sind Teeanbau und Fremdenverkehr. Daneben werden Gemüse und Obst zum Zweck der Selbstversorgung angebaut. Zu den Sehenswürdigkeiten in den Nilgiris gehört der Mukurthi-Nationalpark und die zum UNESCO-Welterbe zählende Eisenbahnstrecke Nilgiri Mountain Railway.